# Iveta Bartošová
Iveta Bartošová (n. 8 aprilie 1966, Čeladná, Republica Socialistă Cehă, Cehoslovacia – d. 29 aprilie 2014, Uhříněves⁠(d), Praga 22⁠(d), Cehia) a fost o cântăreață, actriță și celebritate cehă. A fost de trei ori cea mai bună vocalistă în sondajul muzical Zlatý slavík (1986, 1990 și 1991). A fost cunoscută și pentru stilul său de viață turbulent, care a atras atenția presei tabloide din Cehia.

## Biografie și carieră
Bartošová s-a născut în Čeladná (districtul  Frýdek-Místek) și și-a petrecut copilăria și adolescența în Frenštát pod Radhoštěm (districtul Nový Jičín). Are un frate mai mare, Lumír, și o soră geamănă, Ivana.
A început o carieră muzicală în 1982, alături de trupa Dianthus. În 1983, a câștigat un concurs muzical organizat la Jihlava unde l-a întâlnit pe cântărețul Petr Sepéši⁠(d), cu care a colaborat ulterior și a avut o relație. Sepéši a decedat într-un accident de mașină în 1985.
În a doua jumătate a anilor 1980, a început să colaboreze cu exponenți notabili ai muzicii pop cehe, precum František Janeček⁠(d) și Ladislav Štaidl⁠(d), partenerul ei de viață timp de mulți ani.
În 1987, a lansat primul ei album solo, IB, pentru care a primit un premiu din partea casei sale de discuri, Supraphon⁠(d).
În 1993, a jucat în comedia Svatba upírů⁠(d) în regia lui Jaroslav Soukup.
În 1996, ea a născut un fiu. Un an mai târziu, a apărut în muzicalul Dracula⁠(d) creat de Karel Svoboda, Zdeněk Borovec și Richard Hes.
La sfârșitul anilor 1990, ea a lansat câteva albume de succes, precum Ve jménu lásky și Bílý kámen. Odată cu începutul noului mileniu, popularitatea ei a scăzut, parțial din cauza scandalurilor din jurul vieții sale personale. În 2006, ea a anunțat o „pauză creativă”. A petrecut o parte din anul 2007 într-un spital de psihiatrie din Kromerěříž, unde a fost tratată pentru dependența de antidepresive și alcool.
În anul 2008, EMI a lansat o compilație pe 3 CD-uri cu cele mai mari hituri ale sale, numită Platinum Collection. În 2009, a câștigat sondajul TV la Premiile TýTý. Din octombrie 2012, a apărut într-un reality show despre viața ei, difuzat de canalul tabloid⁠(d) TV Pětka. A fost internată iarăși în 2013, la Spitalul de Psihiatrie din Bohnice⁠(d), din cauza dependenței de alcool.
Din 2008 până în 2009, a fost căsătorită cu actorul și producătorul de film Jiří Pomeje⁠(d), al doilea soț al ei fiind Josef Rychtář (din 2013 până la decesul ei, în 2014). A avut un fiu, Artur, cu Ladislav Štaidl.

## Deces

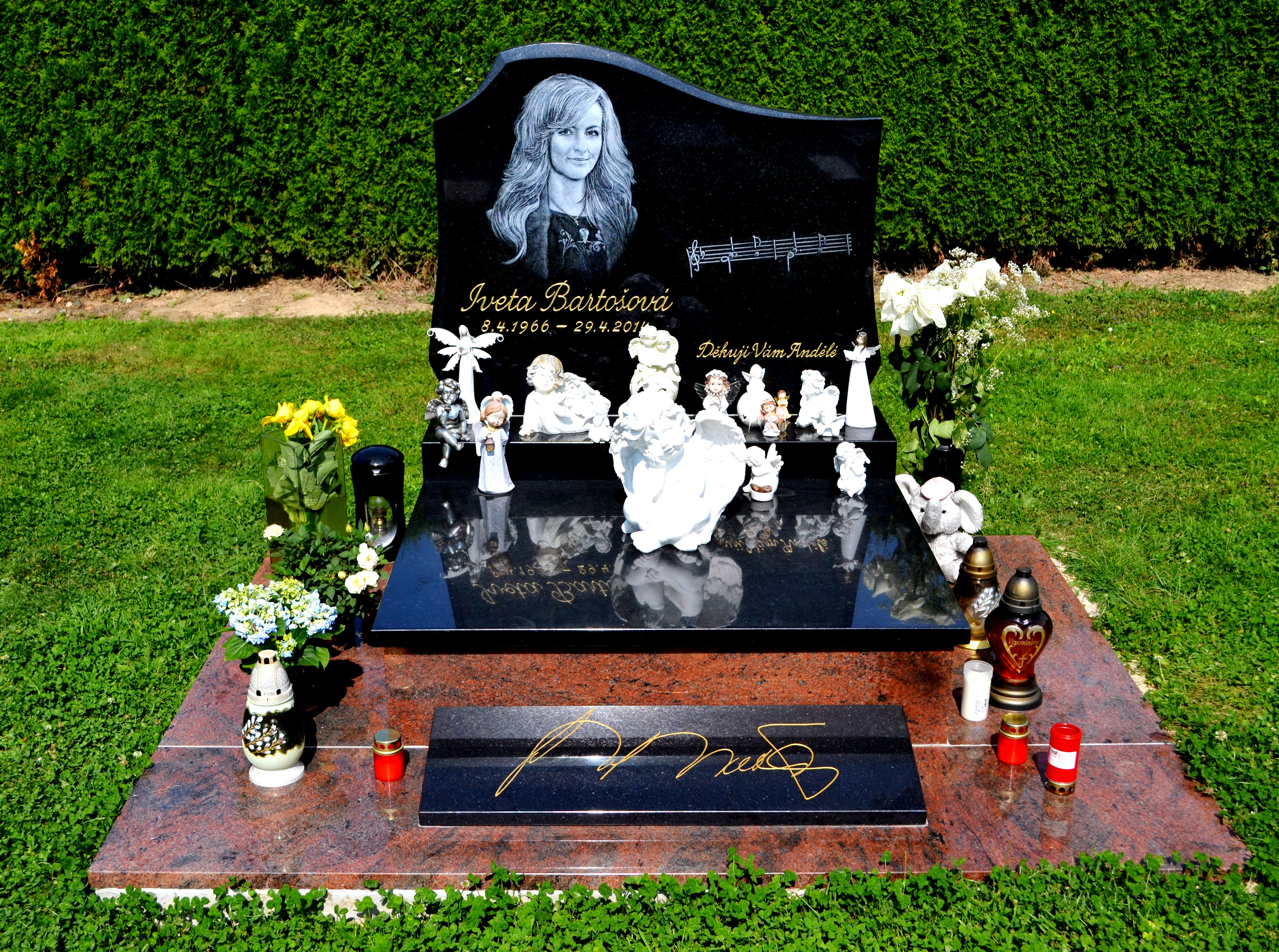
Piatra funerară a Ivetei Bartošová din cimitirul Říčany de lângă Praga

La 29 aprilie 2014, s-a sinucis aruncându-se sub un tren în Uhříněves⁠(d), Praga 22, Praga.
Unii dintre colegii muzicieni au subliniat că hărțuirea ei de către presa tabloidă a contribuit la această tragedie.
„Dați vina pe hienele din presă”, a comentat soțul ei cu puțin timp înainte de a se leșina și a fi spitalizat.

## Bartošová și tabloidele

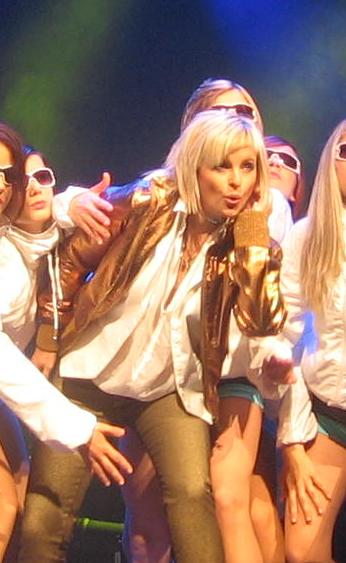
Iveta Bartošová

Iveta Bartošová a reprezentat unul dintre cele mai aprinse subiecte din presa tabloidă cehă.
Conform producătorului muzical Oldřich Lichtenberg, ea „a ajuns victima oamenilor care au înconjurat-o și care au încearcat doar să profite de pe urma ei”.
Pe de altă parte, psihologul Jeroným Klimeš a subliniat în ziarul slovac Sme⁠(d) că Bartošová a participat în mod conștient și voluntar la circul mediatic despre viața sa personală: „Ea își joacă povestea cu noi toți, însă nu are spectacolul sub control”.
În articolul Milý národe, Iveta Bartošová není věc (Dragă națiune, Iveta Bartošová nu este un lucru), publicat de ziarul Lidové noviny⁠(d), jurnalistul Tomáš Baldýnský a remarcat că mass-media cehă transformă o ființă umană într-un „lucru” uman.
În 2013, Pavel Novotný, redactorul-șef al site-ului web Extra.cz și un cunoscut jurnalist tabloid, a remarcat :„Desigur, o vom ucide. Dar se sinucide și singură... Este un fapt că am parazitat-o ani de zile...” Novotný a adăugat că cererea publicului este atât de mare încât chiar și oamenii care nu citesc tabloide caută și citesc articole despre ea: „Într-un astfel de caz, nu există granițe și o vom parazita până la sfârșit și chiar și jumătate de an după aceea. Este greu și greșit din punct de vedere moral, dar asta este.”
În iulie 2013, când a fost spitalizată, 745.000 de oameni (7% din populația Cehiei) au urmărit emisiunea specială „Știri de noapte” despre ea.

## Discografie
Albume de studio
- 1987: I.B.
- 1989: Blízko nás
- 1991: Natur
- 1992: Václavák
- 1993: Tobě
- 1994: Malé bílé cosi
- 1996: Čekám svůj den
- 1998: Ve jménu lásky
- 1999: Bílý kámen
- 2000: Jedna jediná

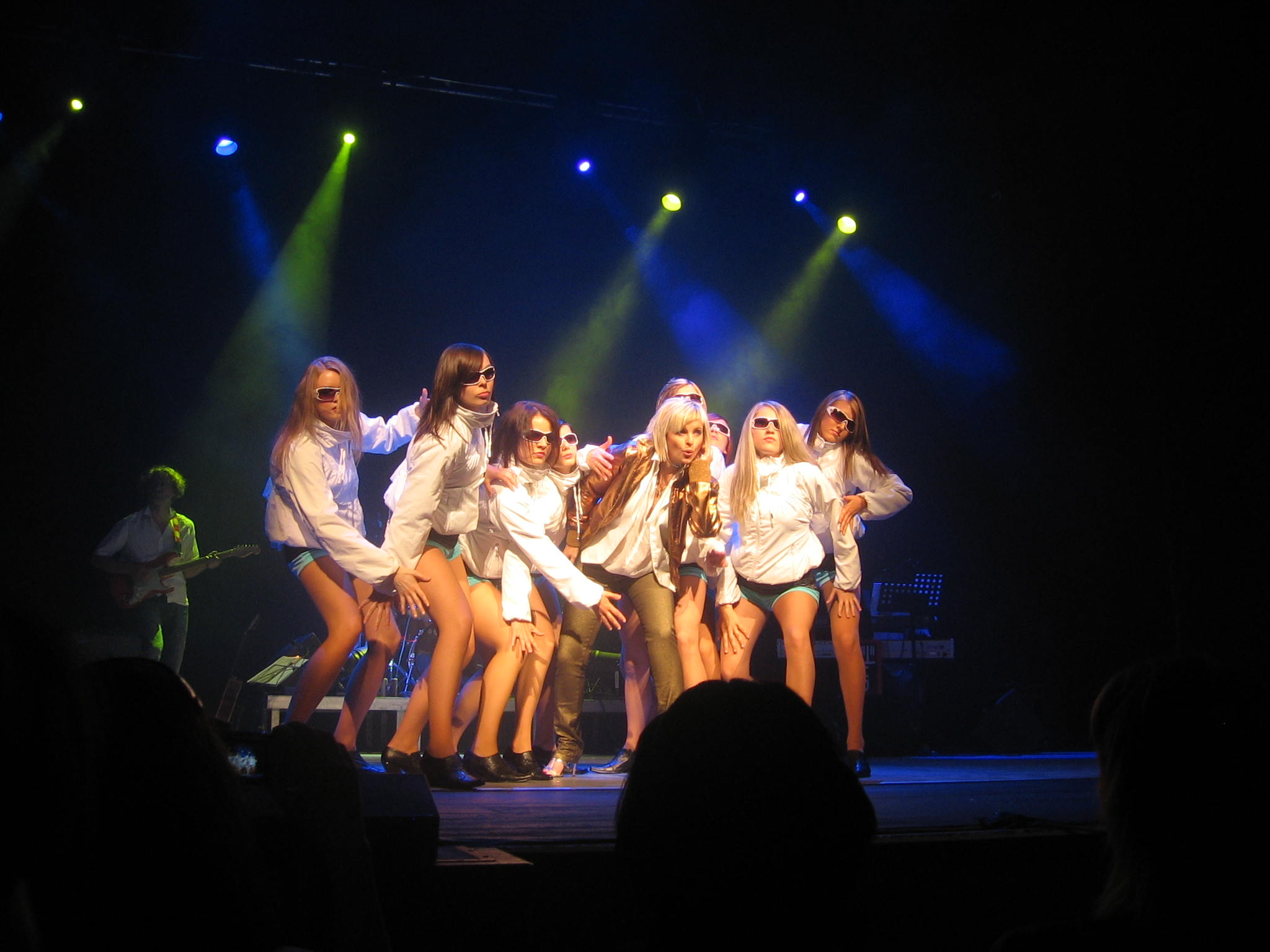
Bartošová (în centru) în timpul unui concert din 2008

- 2003: Dráhy hvězd - All Stars Disco
- 2008: 22
- 2021: Knoflíky Lásky - Největší Hity 1984-2012

## Portretizare în film și televiziune
În mai 2022, un miniserial în trei părți denumit Iveta a avut premiera pe platforma Voyo.cz. Serialul prezintă începuturile carierei sale și a fost realizat de regizorul Michal Samir⁠(d). Iveta este interpretat de Anna Fialová, iar Petr Sepéši⁠(d) este interpretat de Vojtěch Vodochodský.
La 8 aprilie 2024, un documentar în trei părți Málo mě znáš (cu sensul de „Nu mă cunoști bine”) a avut premiera pe platforma Voyo.cz, în regia lui Tomáš Klein. Documentarul descrie viața personală și cariera Ivetei din anii 1980.